# Homalomena soniae
Homalomena soniae är en kallaväxtart som beskrevs av Alistair Hay. Homalomena soniae ingår i släktet Homalomena och familjen kallaväxter. Inga underarter finns listade.